# Мукабенова, Марина Алексеевна
Марина Алексеевна Мукабенова (род. 20 марта 1982, г. Каспийский, Калмыцкая АССР) — российский политик, депутат Государственной Думы Федерального Собрания Российской Федерации V, VI и VII созывов, член фракции «Единая Россия», заместитель председателя комитета Госдумы по информационной политике, информационным технологиям и связи.

## Биография
В 2004 г. окончила Калмыцкий государственный университет. В 2004—2007 гг. работала шеф-редактором тематических программ Калмыцкого филиала ВГТРК. 2011 году прошла переподготовку по специальности «Юрист» в Московской открытой социальной академии, в 2013 году прошла переподготовку по программе «государственное и муниципальное управление» в Юго-Западном государственном университете.
В 2007—2011 гг. — депутат Государственной Думы Федерального Собрания Российской Федерации V созыва. Входила в Комитет по вопросам семьи женщин и детей, возглавляла Комиссию по противодействию торговле женщинами и детьми и другими формами насилия над ними при Комитете (2008—2011). С 2008 г. — заместитель руководителя Всероссийского Совета местного самоуправления (ВСМС) по Южному Федеральному округу.
В 2009 г. после окончания аспирантуры Калмыцкого университета по специальности «фольклористика» (кафедра калмыцкой литературы факультета калмыцкой филологии и культуры) защитила степень кандидата филологических наук; тема диссертации — «Мифологические и фольклорные основы калмыцкой литературной поэмы-сказки».
С 2011 г. — депутат Государственной Думы Федерального Собрания Российской Федерации VI созыва, член Комитета по финансовому рынку. С 2012 г. руководит Общественным Советом при региональном Управлении по контролю за оборотом наркотиков.
С 2008 г. — член Постоянной комиссии по социальной политике МПА ЕврАзЭС от Российской Федерации.
В 2007—2012 гг. инициировала в Государственной думе 19 законопроектов.
В сентябре 2016 года выдвигалась в Государственную думу Федерального Собрания РФ VII созыва по Калмыцкому одномандатному избирательному округу №15, Республика Калмыкия, по результатам выборов была избрана депутатом Госдумы.

## Законотворческая деятельность
С 2007 по 2019 год, в течение исполнения полномочий депутата Государственной Думы V, VI и VII созывов, выступила соавтором 54 законодательных инициатив и поправок к проектам федеральных законов.

## Награды
- Благодарность Президента Российской Федерации (31 октября 2009) — за плодотворную законотворческую и общественную деятельность[10]
- Почётная грамота ГД ФС РФ (2012) — за существенный вклад в развитие законодательства Российской Федерации и парламентаризма в Российской Федерации
- Почётная грамота МПА ЕврАзЭС (2012) — за активное участие в работе МПА ЕврАзЭС и заслуги в развитии межпарламентского сотрудничества
- Медаль ордена «За заслуги перед Отечеством» II степени (2 сентября 2013) — за активную законотворческую деятельность, заслуги в укреплении законности и многолетнюю добросовестную работу[11]
- Почётная грамота правительства Российской Федерации (20 июля 2019) — за большой вклад в развитие российского парламентаризма и активную законотворческую деятельность[12]
- Благодарность Правительства Российской Федерации (30 января 2016) — за заслуги в законотворческой деятельности и многолетний добросовестный труд[13]

## Критика
в 2019 году убеждала, что повышения на тарифы мобильной связи не случится, либо оно будет незначительным (https://www.m24.ru/news/obshchestvo/11112019/96753). По факту произошло значительное увеличение стоимости мобильной связи у большинства операторов сотовой связи (https://www.rbc.ru/technology_and_media/13/01/2020/5e1bc99f9a794716756e0ea2).